# Пескаља
Пескаља (итал. Pescaglia) је насеље у Италији у округу Лука, региону Тоскана.
Према процени из 2011. у насељу је живело 207 становника. Насеље се налази на надморској висини од 420 м.

## Становништво
Према резултатима пописа становништва 2011. у општини је живело 3.645 становника.
| 1931. | 1936. | 1951. | 1961. | 1971. | 1981. | 1991. | 2001. | 2011. |
| ----- | ----- | ----- | ----- | ----- | ----- | ----- | ----- | ----- |
| 6.415 | 6.241 | 5.725 | 4.653 | 3.859 | 3.824 | 3.762 | 3.718 | 3.645 |